# Расулов, Тарлан Агшин оглы
Расулов Тарлан Агшин оглы (род. 27 августа 1968 года, Баку, Азербайджан) — азербайджанский театральный режиссёр, театральный тренер, основатель и руководитель независимого театра dOM, первого интерактивного театра в Азербайджане. В 2007-2017 годах - директор государственного экспериментального театра YUĞ в Баку. Известен своими экспериментальными постановками с активным вовлечением зрителей, а также авторским методом «спонтанной актёрской игры» в театре.

## Биография и карьера
Театральный режиссёр Тарлан Расулов начал карьеру в 1990-х годах в азербайджанском театре. С 1996 года он работал в Государственном театре YUĞ — сначала как продюсер и заведующий литературной частью, а в 2007 году возглавил этот театр в должности директора. Под руководством режиссёра театр YUĞ участвовал в международных фестивалях и проектах. В 2008 году Британский Совет отобрал режиссёра Расулова для участия в международном конкурсе молодых режиссёров в Великобритании, а театр YUĞ был приглашён на Международный театральный фестиваль в Варне (Болгария). В 2016 году режиссёр выступил как эксперт на фестивале «Tramway» в Глазго (Шотландия). В 2017 году спектакль YUĞ «Медея. Секвенция 01» получил специальный приз на театральном фестивале в Актау.
В 2016 году театральный режиссёр Расулов основал интерактивный театр «dOM», где постановки проходят на нетрадиционных площадках с участием зрителей в действии. Театр сотрудничал с международными организациями и реализовал проекты с участием уязвимых групп населения. Метод «спонтанной актёрской игры», разработанный Расуловым, предполагает импровизацию и снятие границ между актёрами и публикой.

## Режиссерские постановки
- 2007 — Выход (проект «Театр перемен»), Тбилиси [8][9]

- 2010 — Закрытая дверь, Баку [10]

- 2014 — Камень-Память, Баку [11]

- 2015 — БОЙ, Баку [12][13][14]

- 2016–2017 — Ошибка, Баку [15]

- 2017–2018 — Под одним солнцем, Баку [16][17]

- 2018 — Limbo, Баку [18]

- 2019 – «Встреча» спектакль, Баку[19]

- 2022 — Капля солнца, дуновение ветра и немного любви, Баку [20]

- 2023 — Уютное место в сквере, Баку [21][22]

## Премии, фестивали и критика

### Профессиональные премии
В 2023 году спектакль «Limbo» (реж. Тарлан Расулов, театр dOM) был удостоен специального приза на X Международном фестивале тюркоязычных театров «Туганлык» в Уфе.

### Международные фестивали
В том же 2023 году театральный режиссёр Расулов представлял Азербайджан на Международной театральной Олимпиаде в Будапеште — крупнейшем театральном форуме мира. Он стал единственным режиссёром из Азербайджана, вошедшим в официальный список участников.

### Публикации и рецензии
- Международный журнал The Theatre Times опубликовал рецензию на постановку режиссёра «Once Upon a Time in Baku»[7]: "Спектакль «Место утешения на площади» режиссера Тарлана Расулова стал настоящим путешествием по волнам памяти.", "Метод «with/out play», практикуемый Тарланом Расуловым, не только позволяет превратить непрофессионального актёра в театрального исполнителя, но и помогает профессиональным актёрам избавиться от штампов и шаблонов, накопленных за годы профессиональной деятельности.". Проект сочетает камерную форму с элементами интерактивного театра, в котором важную роль играет атмосфера старого Баку, тема преемственности поколений и солидарности. Постановка стала частью презентации книги «Максуд навсегда» и получила развитие как театральная интерпретация идей и образов, заложенных в прозе Ибрагимбекова.[22].
- Журнал ITI Info Международного института театра (вып. 47, стр. 28) упоминает деятельность режиссёра Расулова[27].
- Деятельность режиссера Тарлана Расулова получила профессиональное освещение в рецензируемом журнале Mədəniyyət (Культура) (№131, 2017), где подробно анализируется спектакль режиссера «БОЙ» в контексте других работ режиссера. Театровед К. Алиева-Cафарова охарактеризовала постановку как «мифологическое путешествие», в котором режиссёр обращается к архетипическим мотивам мировой мифологии и насыщает спектакль многоуровневыми отсылками — от «Деде Горгуда» и Гильгамеша до Одиссея и Прометея. По её словам, герой постановки, подобно древним мифологическим персонажам, отправляется на поиски бессмертия, что становится метафорой человеческой жажды преодоления смерти через творчество. Режиссёр «играет с мифами», объединяя персонажей, эпохи и смыслы, создавая «лабиринт, в котором зритель теряется не от хаоса, а от избытка смыслов и отсылок» и «получает удовольствие от интеллектуальной и чувственной игры» с образами. «Я вышла из этой мифологической паутины не за нитью Ариадны, а с ощущением сопричастности к древнему знанию… Это — игра в "бессмертие" не через тело, а через культуру» (Mədəniyyət, №131, стр. 34)[28].
- Интерактивный форум-спектакль «İclas (Meeting)», поставленный театром dOM под руководством Тарлана Расулова, позволяет зрителям выступить в роли родителей и принять решение, способное изменить судьбу школьницы, столкнувшейся с травлей. По словам автора статьи, dOM стала единственным азербайджанским театром, поставившим спектакль на чувствительную тему, выходящую за рамки традиционных государственных постановок[19].
- Тарлан Расулов сыграл важную роль в становлении нового поколения театральных авторов. По словам драматура Ульвии Хейдаровой, её первая пьеса «Yad.Dash» была поставлена именно благодаря предложению Расулова, который в тот период возглавлял Государственный театр YUĞ, а позднее основал первый в Азербайджане интерактивный театр DOM. Хейдарова подчёркивает, что такие художники, как Расулов, «открывают двери театра для молодых людей и дают им возможность выразить себя как авторов»[29].